# Capena

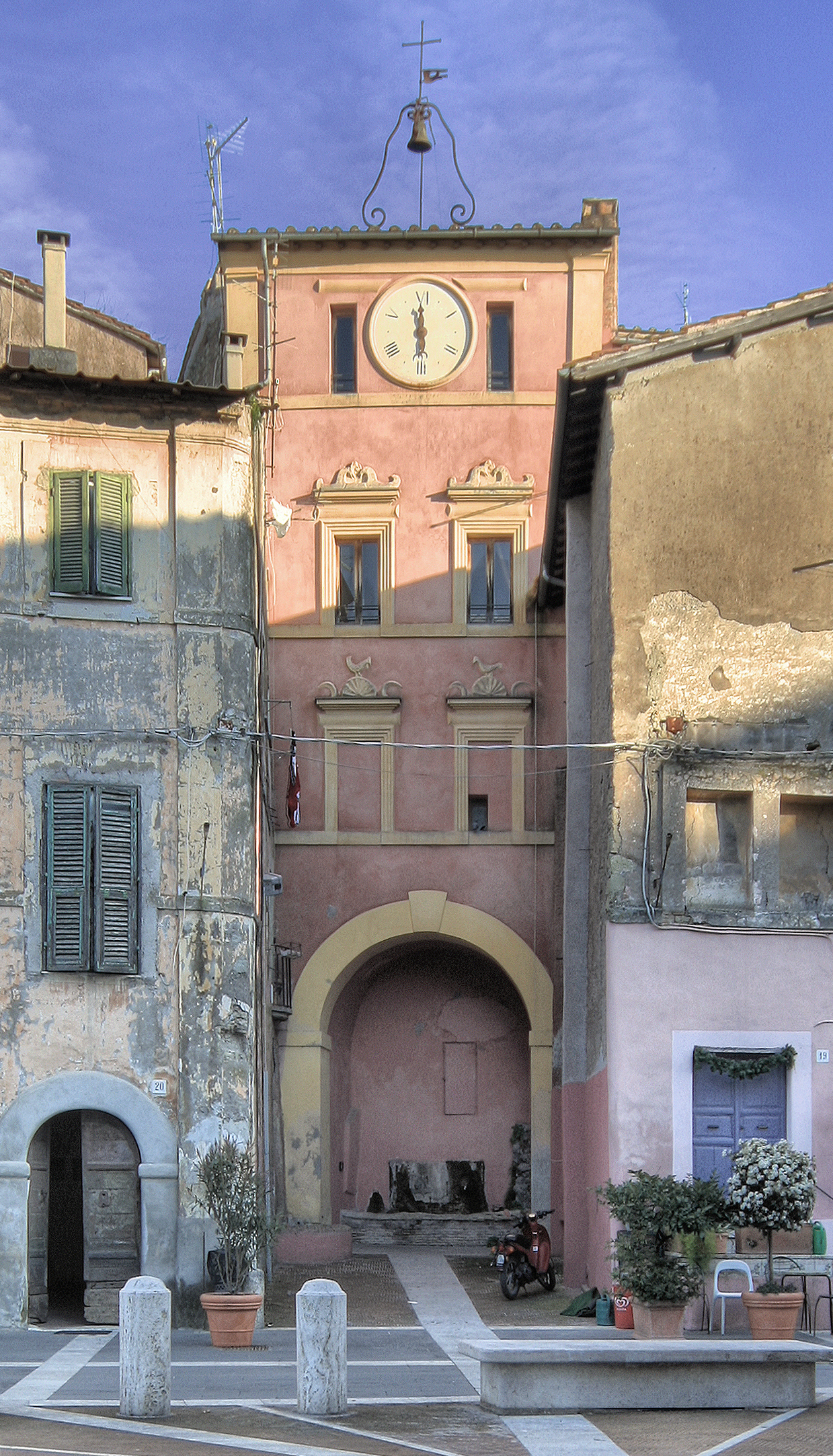
Ett medeltida klocktorn i Capena (2011).

Capena (staden kallades Leprignano fram till 1933) är en ort och kommun i storstadsregionen Rom, innan 2015 provinsen Rom, i regionen Lazio i Italien. Kommunen hade 10 903 invånare (2018) och gränsar till kommunerna Castelnuovo di Porto, Civitella San Paolo, Fiano Romano, Montelibretti, Monterotondo, Morlupo samt Rignano Flaminio.